# Лэрд, Итан
Итан Бенджамин Лэрд (англ. Ethan Benjamin Laird; родился 5 августа 2001, Бейзингсток) — английский футболист, крайний защитник клуба «Бирмингем Сити».

## Клубная карьера
Воспитанник футбольной академии «Манчестер Юнайтед». Присоединился к клубу в девятилетнем возрасте. В октябре 2018 года подписал свой первый профессиональный контракт.
В основном составе «Манчестер Юнайтед» дебютировал 28 ноября 2019 года в матче группового этапа Лиги Европы против «Астаны».
В январе 2021 года отправился в аренду в клуб Лиги 1 «Милтон-Кинс Донс» до окончания сезона 2020/21.
В августе 2021 года отправился в аренду в клуб Чемпионшипа «Суонси Сити». Провёл за команду 20 матчей в Чемпионшипе. В начале января 2022 года был отозван из аренды, после чего сразу же отправился в аренду в «Борнмут», другой клуб Чемпионшипа, до конца сезона 2021/22.
15 августа 2022 года отправился в аренду в «Куинз Парк Рейнджерс» до окончания сезона 2022/23.
30 июня 2023 года перешёл в «Бирмингем Сити», подписав с клубом трёхлетний контракт.

## Карьера в сборной
В мае 2018 года Лэрд в составе сборной Англии до 17 лет сыграл на чемпионате Европы, который прошёл в Англии. Провёл на турнире четыре матча, выступал на позиции центрального защитника.
В ноябре 2019 года дебютировал в составе сборной Англии до 19 лет в матчах отборочного турнира к чемпионату Европы до 19 лет.